# ZIP!
《ZIP!》為2011年4月1日開始於日本電視台系列（NNS加盟台）於平日5:50 至9:00以現場直播播出的晨間新聞節目。節目主旨與標語為「一起享受日本的早晨。連接大家的笑容。」。

## 概述
本節目為《Zoom In!!早晨!》（1979年3月 - 2001年9月）→《Zoom In!!SUPER》（2001年10月 - 2011年3月）之「Zoom In」系列的第3作，自2011年4月1日開始播出。節目名稱取自正式名稱「ZOOM IN!! PEOPLE」的開頭三個字母，帶有「如同電腦中的『ZIP資料夾』，開啟時會有各式各樣的事物噴出的『百寶箱』的節目」的意義。此外，於英語的口語對話中亦有「活力、有精神」之意。
節目開始播出後至2021年3月26日為止的標語為「為日本的早晨乾杯，傳送HAPPY的資訊娛樂節目」。
在關東地區，至2023年3月31日，無論自節目編排或Video Research公佈的收視率來看，本節目全部（130分鐘）都被視為《Zoom In!! SUPER》第2段的後繼節目（《Zoom In!! SUPER》第1段的後繼節目是《Oha!4 NEWS LIVE》第2段 <5:20 - 5:50>）。而自同年4月起，節目第1段則開始被視為《Zoom In!!SUPER》第2段的後繼節目，第2段則被視為《清爽》第1段的後繼節目。
本節目的播出時間比上個節目《Zoom In!! SUPER》晚了30分鐘開始，但除了札幌電視台、山口放送、福岡放送等各自製作節目的電視台外，《Oha!4 NEWS LIVE》的第2段均透過電視網播出，補足缺少的節目時段。
節目開播初期一直採用「雲」的圖像作為節目標誌至2021年3月26日（「Z」的部分會有一雙圓眼睛）。節目的主色調也採用與《Zoom In!!SUPER》末期相同的水藍色。節目初期由桝太一（當時為日本電視台播報員）與關根麻里擔任總主持人。2人為《Zoom In!!早晨!》後的日本電視台的平日早晨資訊節目（即平日的《Zoom In!!》系列節目）中就任時最年輕的總主持人。
本節目有專屬手勢「ZIP!Pose」，官方稱為「以手掌做出撫摸愛心表面的手勢」，但基本上沒有硬性規定。此專屬手勢首次出現於節目開播2週後播出的安潔莉娜裘莉訪問中，她在被要求做出ZIP!專屬手勢時以手畫了一顆心。
2021年3月26日，初代總主持人桝太一與第4代女總主持人德島繪里香（日本電視台播音員）自節目畢業，桝轉擔任《真相報導 番記者!》的總主持人，德島擔任《周1》的總主持人。同年3月29日開始，節目第2代總主持人（女性為第5代）由原先擔任《清爽》助理主持人的水卜麻美擔任。與節目開播以來的2人體制不同，此時開始由水卜單獨擔任總主持人。而同時節目也進行開播以來第一次的標誌改版，節目內容亦完全改變，節目標語也變更為「一起享受日本的早晨。連接大家的笑容。」。節目標誌以「絲帶」作為主要設計，並以水藍色與粉紅色作為主色調。
2023年4月3日開始，播出時間延長一小時至9點。節目亦同時進行改版，節目標誌改以「線」為主要設計，攝影棚佈景與主題曲亦翻新。此亦為日本電視台平日晨間資訊節目中，繼節目前身《Zoom In!!SUPER》於2001年10月1日至2004年10月1日5:30 - 8:30播出後，時隔18年半以來，再次有節目調整播出時間為3小時，播出時間也較前節目《Zoom In!!SUPER》長。此外，平日為繼於2014年播畢的TBS《晨間秀！⁠》以來，再次有播出時段跨越8點的節目。而福井放送（FBC）與大分電視台（TOS）因8點後將播出各自的節目，因此節目只播出至7:54:59。而與前節目相同，於5:50 - 6:30播出《廣闊早晨》的札幌電視台（STV）、播出《Ce matin！》的讀賣電視台（ytv）、播出《KRY清爽早晨》的山口放送（KRY）與播出《早晨最快速!》的福岡放送（FBS）亦維持於6:30中斷播出本節目。
而顯示節目贊助商時，會以作為節目主要設計的毛線為設計環繞於企業標誌旁，並顯示「PRESENTED BY」的字幕於上方，而與《Zoom In!!早晨!》播出時的1990年代後半、《Zoom In!!SUPER》時期相同，贊助商畫面並未搭配旁白。

## 演出者
- 若無特別標記者，代表當時為日本電視台播報員。

### ZIP!Family
2025年1月6日起
| 職務／星期                     | 週一                   | 週二                           | 週三                   | 週四                   | 週五                   |
| ------------------------------ | ---------------------- | ------------------------------ | ---------------------- | ---------------------- | ---------------------- |
| 總主持人                       | 水卜麻美               | 水卜麻美                       | 水卜麻美               | 水卜麻美               | 水卜麻美               |
| 每日名人                       | 風間俊介 （演員）      | 山下健二郎 （J Soul Brothers） | ???                    | 鈴木福 （演員）        | 阿部亮平 （Snow Man）  |
| 新聞主播                       | 北脇太基               | 北脇太基                       | 北脇太基               | 畑下由佳               | 畑下由佳               |
| 體育主播、街頭記錄ZIP!真實評論 | 山本紘之               | 山本紘之                       | 山本紘之               | 平松修造               | 平松修造               |
| SHOWBIZ單元主播                | 石川南                 | 石川南                         | 石川南                 |                        |                        |
| 外場主播                       | 住岡佑樹               | 住岡佑樹                       | 水越毅郎               | 渡邉結衣               | 渡邉結衣               |
| 解説員                         | 安村直樹               | 安村直樹                       | 安村直樹               | 安村直樹               | 菅谷大介               |
| WEATHER主播                    | 馬修彩（藝人）         | 馬修彩（藝人）                 | 馬修彩（藝人）         | 馬修彩（藝人）         | 馬修彩（藝人）         |
| WEATHER主播                    | 小林正壽（氣象預報士） | 小林正壽（氣象預報士）         | 小林正壽（氣象預報士） | 久保正人（気象預報士） | 久保正人（気象預報士） |
| NOW!日本                       | NNS加盟局的播報員      | 花乃瑪麗亞                     | NNS加盟局的播報員      | 杉原凜                 | NNS加盟局的播報員      |

#### 總主持人
- 水卜麻美（2021年3月29日 - ）

※休假或於其他地方現場直播時，由外場主播負責新聞單元。雖然總主持人不在，但會由每日名人與新聞主播共同主持。

#### 每日名人
- 週一 風間俊介（2018年10月1日 - ）
- 週二 山下健二郎 （J Soul Brothers）（2018年4月3日 - ）
- 週三 陣内貴美子（2025年4月2日 - ）
- 週四 鈴木福（2023年4月6日 - ）
- 週五 阿部亮平（Snow Man）（2025年1月10日 - ）

#### 準固定來賓
- 貴島明日香（2017年4月3日 - ）

2017年4月3日 - 2022年4月1日擔任天氣主播

#### 新聞主播
- 北脇太基（週一 - 週三，2021年4月1日 - ）

2021年4月1日 - 10月1日擔任週四、週五外場主播
2021年10月4日 - 2023年9月27日擔任週一〜週三外場主播
2023年10月2日 - 2024年3月19日擔任週一、週二外場主播
- 畑下由佳（週四、週五，2021年4月1日 - ）

#### 外場主播
- 住岡佑樹（週一、週二，2023年10月4日 - ）

2023年10月4日至2024年3月20日負責週三
- 水越毅郎（週三，2024年10月2日 - ）
- 渡邉結衣（週四、週五，2024年3月27日 - ）

2024年3月27日至9月25日負責週三
※水卜麻美於其他地方進行現場直播時，會代替其負責新聞單元播報。

#### 解説員
- 安村直樹（週一 - 週四，2024年3月25日 - ）[註 21][8]

2014年4月2日至9月24日擔任週三外場主播
- 菅谷大介（週五，2023年4月7日 - ）

※兩人其中一人休假或於他地進行現場採訪時，雙方會互相代理其職務，或者改由平松修造或北脇太基擔任。

#### 體育主播、街頭記錄ZIP!真實評論
- 山本紘之（週一 - 週三，2022年4月4日 - ）

2017年4月3日至2018年9月24日負責週一
- 平松修造（週四、週五，2022年10月6日 - ）

2015年9月4日至2016年3月25日擔任週五外場主播
2016年3月28日至9月27日擔任週一、週二外場主播
2016年10月6日至2017年3月30日擔任週四外場主播
2017年4月6日至2019年3月29日擔任週四、週五外場主播

#### SHOWBIZ
- 石川南（日语：石川みなみ）（週一 - 週三，2020年9月28日 - ）

2020年9月28日 - 2021年3月26日負責週一、週三、週五
- 林田美學（日语：林田美学）（週四、週五，2022年10月6日 - ）

#### WEATHER
氣象主播
- 馬修彩（2022年4月4日 - ）

気象預報士（於「ZIP!TOP NEWS 解說」有時會以專家身份解說關於氣象的新聞內容）
- 小林正壽（週一 - 週三，2019年4月1日 - ）

2019年4月1日 - 2022年4月1日負責週一、週三、週五
- 久保正行（日语：くぼてんき）（週四、週五，2019年4月2日 - ）

2019年4月2日 - 2022年3月31日負責週二與週四

#### 現正爆紅!（キテルネ!）
※以VTR出場
- 渡邊麻衣（日语：わたなべ麻衣）（藝人）（2019年4月 - ）
- 佐佐木美玲（日向坂46）（2020年3月 - ）
- 後藤樂樂（藝人）（2020年4月 - ）
- Takeda BBQ（日语：たけだバーベキュー）（搞笑藝人）（2020年4月 - ）
- 鈴木優香（模特兒）（2021年7月 - ）
- 龍斗（日语：りゅうと）（模特兒）（2021年7月 - ）
- 園田愛香（日语：園田あいか）（演員）（2022年4月4日 - ）
- 青木瞭（演員）（2022年4月4日 - ）
- 椚亞里沙（日语：椚ありさ）（模特兒）（2022年4月4日 - ）
- 中澤瞳（模特兒）（2022年4月4日 - ）
- 山口綺羅（Girls²）（2022年4月4日 - ）
- 猪狩蒼弥（HiHi Jets〈傑尼斯Jr.〉）（2023年4月3日 - ）
- 福田愛依（2023年4月3日 - ）
- 石井萌萌果（2023年4月3日 - ）
- 小室安未（2023年4月3日 - ）
- 二宮芽生（2023年4月3日 - ）
- 美冴（2024年4月2日 -  ）
- 山崎嶺緒（2024年4月5日 - ）
- 木村魅希（2024年4月22日 - ）
- 告訴春風（日语：はるかぜに告ぐ）（2024年5月15日 - ）

#### NOW!日本
- 花乃瑪麗亞（週二，2024年10月15日 - ）

2020年3月31日 - 9月22日、2022年4月5日 - 2024年3月26日負責週二
2020年9月28日 - 2021年3月26日負責週一至週五
- 杉原凜（週四，2023年4月6日 - ）

2019年10月3日 - 2020年4月10日擔任週四、週五SHOWBIZ主播
2020年4月14日 - 9月24日擔任週二、週四SHOWBIZ主播
週一、週三、週五由NNS加盟局的播報員負責。

#### ZIP!特集
※以VTR出場
- 宮崎瑠依（藝人）（節目開播時〈2011年4月〉 - ）
- 森遥香（自由播音員（日语：フリーアナウンサー））（2018年4月 - ）
- 木原実優（吉本坂46）（2019年8月 - ）
- 浅野杏奈（偶像）（2020年8月 - ）
- 岡田羅賓翔子（日语：岡田ロビン翔子）（藝人）（2020年8月18日 - ）
- 里内伽奈（女優）（2020年8月 - ）
- 馬丁（藝人）（2022年4月19日 - ）
- 森音朱里（演員）（2022年4月4日 - ）
- 岡本涼香（演員）（2022年4月4日 - ）
- 濱村春香（自由播音員）（2022年4月4日 - ）
- 大迫瑞季（模特兒）（2024年5月9日 - ）
- 福山絢水（模特兒）（2024年6月19日 - ）

#### 單元主持
- 飯尾和樹（Zun）（「飯尾和樹的鞠躬移住資料」2023年7月 - ）
- 細田佳央太（演員）（「細田佳央太的SINEMA ACADEMY」2024年4月 - ）

#### 旅行圍裙〜30秒的盛宴〜
※週一至週四以VTR出場（2023年4月3日 - ），週五為現場直播
- 伊藤楽
- 池田航

### 過去

#### 總主持人
| 期間          | 期間          | 男       | 女                |
| ------------- | ------------- | -------- | ----------------- |
| 2011年4月1日  | 2014年9月26日 | 桝太一   | 關根麻里 （藝人） |
| 2014年9月29日 | 2016年9月30日 | 桝太一   | 北乃綺 （演員）   |
| 2016年10月3日 | 2019年3月29日 | 桝太一   | 川島海荷 （演員） |
| 2019年4月1日  | 2021年3月26日 | 桝太一   | 德島繪里香        |
| 2021年3月29日 | 至今          | （不在） | 水卜麻美          |

#### 每日名人
| 期間           | 期間           | 週一                                           | 週二                           | 週三                       | 週四                      | 週五                      | 週五                  |
| -------------- | -------------- | ---------------------------------------------- | ------------------------------ | -------------------------- | ------------------------- | ------------------------- | --------------------- |
| 2011年4月1日   | 2011年9月30日  | 原田泰造 （海王星）                            | MAKIDAI （EXILE）              | 山口達也 （當時屬於TOKIO） | 筧利夫 （演員）           | 鈴木杏樹 （演員）         | 鈴木杏樹 （演員）     |
| 2011年10月3日  | 2011年10月7日  | 原田泰造 （海王星） 山口達也 （當時屬於TOKIO） | MAKIDAI （EXILE）              | 山口達也 （當時屬於TOKIO） | 筧利夫 （演員）           | 鈴木杏樹 （演員）         | 鈴木杏樹 （演員）     |
| 2011年10月10日 | 2014年3月28日  | 山口達也 （當時屬於TOKIO）                     | MAKIDAI （EXILE）              | 山口達也 （當時屬於TOKIO） | 筧利夫 （演員）           | 鈴木杏樹 （演員）         | 鈴木杏樹 （演員）     |
| 2014年3月31日  | 2016年9月30日  | 山口達也 （當時屬於TOKIO）                     | MAKIDAI （EXILE）              | 山口達也 （當時屬於TOKIO） | 関根勤 （搞笑藝人）       | 鈴木杏樹 （演員）         | 鈴木杏樹 （演員）     |
| 2016年10月3日  | 2018年3月30日  | 山口達也 （當時屬於TOKIO）                     | MAKIDAI （EXILE）              | 山口達也 （當時屬於TOKIO） | 田中直樹 （紅尾冠雉）     | 鈴木杏樹 （演員）         | 鈴木杏樹 （演員）     |
| 2018年4月2日   | 2018年4月27日  | 山口達也 （當時屬於TOKIO）                     | 山下健二郎 （J Soul Brothers） | 山口達也 （當時屬於TOKIO） | 田中直樹 （紅尾冠雉）     | 鈴木杏樹 （演員）         | 鈴木杏樹 （演員）     |
| 2018年4月30日  | 2018年9月28日  | （不在）                                       | 山下健二郎 （J Soul Brothers） | （不在）                   | 田中直樹 （紅尾冠雉）     | 鈴木杏樹 （演員）         | 鈴木杏樹 （演員）     |
| 2018年10月1日  | 2019年3月29日  | 風間俊介 （演員）                              | 山下健二郎 （J Soul Brothers） | 工藤阿須加 （演員）        | 田中直樹 （紅尾冠雉）     | 鈴木杏樹 （演員）         | 鈴木杏樹 （演員）     |
| 2019年4月1日   | 2021年3月26日  | 風間俊介 （演員）                              | 山下健二郎 （J Soul Brothers） | 工藤阿須加 （演員）        | 田中直樹 （紅尾冠雉）     | 吉田沙保里 （前摔角選手） | （每月輪替）          |
| 2021年3月29日  | 2021年10月1日  | 風間俊介 （演員）                              | 山下健二郎 （J Soul Brothers） | 濱家隆一 （鐮鼬）          | 吉田沙保里 （前摔角選手） | （每月輪替）              | （每月輪替）          |
| 2021年10月4日  | 2022年4月1日   | 風間俊介 （演員）                              | 山下健二郎 （J Soul Brothers） | 濱家隆一 （鐮鼬）          | DAIGO （BREAKERZ）        | （每月輪替）              | （每月輪替）          |
| 2022年4月4日   | 2023年3月31日  | 風間俊介 （演員）                              | 山下健二郎 （J Soul Brothers） | 飯尾和樹 （ずん）          | DAIGO （BREAKERZ）        | （每月輪替）              | （每月輪替）          |
| 2023年4月3日   | 2023年6月30日  | 風間俊介 （演員）                              | 山下健二郎 （J Soul Brothers） | 飯尾和樹 （ずん）          | 鈴木福                    | （每季輪替）              | （每季輪替）          |
| 2023年7月3日   | 2023年12月27日 | 風間俊介 （演員）                              | 山下健二郎 （J Soul Brothers） | 齋藤慎二 （叢林口袋）      | 鈴木福                    | （每季輪替）              | （每季輪替）          |
| 2024年1月4日   | 2024年9月27日  | 風間俊介 （演員）                              | 山下健二郎 （J Soul Brothers） | 齋藤慎二 （叢林口袋）      | 鈴木福                    | （每月輪替）              | （每月輪替）          |
| 2024年9月30日  | 2024年12月27日 | 風間俊介 （演員）                              | 山下健二郎 （J Soul Brothers） | （不在）                   | 鈴木福                    | （每月輪替）              | （每月輪替）          |
| 2025年1月6日   | 現在           | 風間俊介 （演員）                              | 山下健二郎 （J Soul Brothers） | （每月輪替）               | 鈴木福                    | 阿部亮平 （Snow Man）     | 阿部亮平 （Snow Man） |

#### 每月輪替（2019年5月 - 2023年3月）→每季輪替（2023年4月 - 2023年12月）→每月輪替週五名人 （2024年1月 - 2024年12月）→每月輪替週三名人 （2025年1月 - 2025年2月）
- DAIGO（BREAKERZ）（2019年5月、2020年9月、2021年4月2日）※2021年10月至2023年3月，週四名人。
- 横浜流星（演員）（2019年6月）
- 秋山龍次（羅伯特）（2019年7月）
- EXIT（兼近大樹、臨太郎。（日语：りんたろー。））（2019年8月）
- 蘋果醬（ものまねタレント）（2019年8月）
- 福原遥（演員）（2019年9月）
- 神木隆之介（演員）（2019年10月）
- 橋本環奈（演員）（2019年11月、2021年4月23日）
- 山田裕貴（演員）（2019年12月）
- 上白石萌歌（演員）（2020年1月、2021年4月16日）
- 吉澤亮（演員）（2020年2月）
- 佐野勇斗（M!LK）（2020年3月）
- 玉城蒂那（演員）（2020年4月）

※2020年5月 - 7月因新型冠狀肺炎影響而暫停出場
- 森七菜（演員）（2020年8月）
- 生見愛瑠（模特兒）（2020年10月）
- 松下洸平（演員）（2020年11月、2021年4月9日）
- 神尾楓珠（演員）（2020年12月、2021年4月30日）
- 高橋光（演員）（2021年1月）
- 飯豐萬理江（演員）（2021年2月）
- 川島海荷（演員）（2021年3月5日）
- 北乃綺（演員）（2021年3月12日）
- 關根麻里（藝人）（2021年3月19日）
  - 川島、北乃、關根三人原本為固定來賓（総合司会）。
- 板垣李光人（演員）（2021年5月）
- 明日海里奧（演員）（2021年6月）
- 水野美紀（演員）（2021年7月）

※2021年8月因2020年夏季奧林匹克運動會而暫停出場
- 細田佳央太（演員）（2021年9月、2023年3月3日）
- 奈緒（演員）（2021年10月、2021年12月24日、2023年4月7日 - 6月30日）
- 高橋克典（演員）（2021年11月）
- 西野七瀬（演員）（2021年12月3日）[9]
- 田中圭（演員）（2021年12月10日）
- 原田知世（演員）（2021年12月10日）
- 木村多江（演員）（2021年12月17日）
- 笠松將（演員）（2022年4月）
- 井上芳雄（演員）（2022年5月・2023年3月24日・2024年11月）
- 梶裕貴（配音員）（2022年6月）
- 山田杏奈（演員）（2022年7月）
- 渡邊大知（黑貓CHELSEA（日语：黒猫CHELSEA））（2022年8月5日）
- 鈴木福（演員）（2022年8月12日）※2023年4月開始擔任週四名人。
- 希科洛希（日语：ヒコロヒー）（搞笑藝人）（2022年8月19日）
- 森本慎太郎（SixTONES）（2022年8月26日）
- 内藤秀一郎（演員）（2022年9月）
- 原菜乃華（演員）（2022年10月・2023年3月10日・2024年12月）
- 綾小路翔（氣志團）（2022年11月）
- 錦鯉（2022年12月・2023年3月17日）
- 藤岡真威人（2023年1月）
- 秋元真夏（當時屬於乃木坂46）（2023年2月）
- 坂井真紀（2023年7月7日 - 9月29日）
- 近藤春菜（針千本（日语：ハリセンボン (お笑いコンビ)））（2023年10月13日 - 12月22日）
- milet（創作歌手）（2024年1月）
- 前田敦子（演員）（2024年2月）
- 門倉早彩（日语：サーヤ (お笑い芸人)）（LALANDE）（2024年3月）
- 田中麗奈（演員）（2024年4月）
- 山崎静代（南海Candies（日语：南海キャンディーズ））（2024年5月）
- 西川貴教（T.M.Revolution）（2024年6月）
- 阿部亮平（Snow Man）（2024年7月）※2025年1月起擔任週五名人。

※2024年8月因2024年夏季奧林匹克運動會而未有
- 春日俊彰（奧黛麗） （2024年9月6日 - 10月25日）
- 齋藤孝（明治大學教授） （2025年1月）※2025年2月起擔任週四解說員。
- 陣内貴美子（前羽球選手） （2025年2月）※2025年4月起擔任週三名人。

#### ZIP!WEATHER
| 期間                                                                 | 期間          | 天氣主播                  | 氣象預報士 | 氣象預報士 | 氣象預報士 | 氣象預報士 | 氣象預報士 |
| 期間                                                                 | 期間          | 天氣主播                  | 週一       | 週二       | 週三       | 週四       | 週五       |
| -------------------------------------------------------------------- | ------------- | ------------------------- | ---------- | ---------- | ---------- | ---------- | ---------- |
| 2011年4月1日                                                         | 2012年3月30日 | 佐佐木萌子 （自由播報員） | （不在）   | （不在）   | （不在）   | （不在）   | （不在）   |
| 2012年4月2日                                                         | 2013年3月29日 | 上野優花 （藝人）         | （不在）   | （不在）   | （不在）   | （不在）   | （不在）   |
| 2013年4月1日                                                         | 2014年6月27日 | 丹羽未來帆 （模特兒）     | （不在）   | （不在）   | （不在）   | （不在）   | （不在）   |
| 2014年6月30日                                                        | 2015年3月27日 | 岩本乃蒼                  | （不在）   | （不在）   | （不在）   | （不在）   | （不在）   |
| 2015年3月30日                                                        | 2016年3月25日 | 榊原美紅 （模特兒）       | （不在）   | （不在）   | （不在）   | （不在）   | （不在）   |
| 2016年3月28日                                                        | 2017年3月31日 | 長澤裕 （自由播報員）     | （不在）   | （不在）   | （不在）   | （不在）   | （不在）   |
| 2017年4月3日                                                         | 2019年3月29日 | 貴島明日香 （藝人）       | （不在）   | （不在）   | （不在）   | （不在）   | （不在）   |
| 2019年4月1日                                                         | 2022年4月1日  | 貴島明日香 （藝人）       | 小林正壽1  | 久保正行2  | 小林正壽1  | 久保正行2  | 小林正寿1  |
| 2022年4月4日                                                         | 現在          | 馬修彩 （藝人）           | 小林正壽1  | 小林正壽1  | 小林正壽1  | 久保正行2  | 久保正行2  |
| - 1 Weather Map所屬。 - 2 Office Weathercaster所屬。氣象主播網會員。 |               |                           |            |            |            |            |            |

#### 新聞主播
| 期間          | 期間          | 週一                         | 週二                         | 週三                         | 週四                         | 週五                         |
| ------------- | ------------- | ---------------------------- | ---------------------------- | ---------------------------- | ---------------------------- | ---------------------------- |
| 2011年4月1日  | 2014年3月28日 | 馬場典子                     | 馬場典子                     | 馬場典子                     | 馬場典子                     | 馬場典子                     |
| 2014年3月31日 | 2017年3月31日 | 小熊美香                     | 小熊美香                     | 小熊美香                     | 小熊美香                     | 小熊美香                     |
| 2017年4月3日  | 2019年3月29日 | 德島繪里香                   | 德島繪里香                   | 德島繪里香                   | 德島繪里香                   | 德島繪里香                   |
| 2019年4月1日  | 2021年3月26日 | （由總主持人或外場主播兼任） | （由總主持人或外場主播兼任） | （由總主持人或外場主播兼任） | （由總主持人或外場主播兼任） | （由總主持人或外場主播兼任） |
| 2021年3月29日 | 2024年3月22日 | 山崎誠                       | 山崎誠                       | 山崎誠                       | 畑下由佳                     | 畑下由佳                     |
| 2024年3月25日 | 現在          | 北脇太基                     | 北脇太基                     | 北脇太基                     | 畑下由佳                     | 畑下由佳                     |

#### 體育主播
| 期間          | 期間          | 週一                   | 週二                   | 週三                   | 週四                   | 週五                   |
| ------------- | ------------- | ---------------------- | ---------------------- | ---------------------- | ---------------------- | ---------------------- |
| 2011年4月1日  | 2016年3月25日 | 田中毅                 | （不在）               | （不在）               | 田中毅                 | （不在）               |
| 2016年3月28日 | 2017年3月31日 | （桝太一兼任總主持人） | （桝太一兼任總主持人） | （桝太一兼任總主持人） | （桝太一兼任總主持人） | （桝太一兼任總主持人） |
| 2017年4月3日  | 2018年9月28日 | 山本紘之               | （桝太一兼任總主持人） | （桝太一兼任總主持人） | （桝太一兼任總主持人） | （桝太一兼任總主持人） |
| 2018年10月1日 | 2019年9月27日 | 篠原光                 | 篠原光                 | 篠原光                 | 篠原光                 | 篠原光                 |
| 2019年9月30日 | 2020年4月10日 | 佐藤義朗               | 佐藤義朗               | 佐藤義朗               | 田中毅                 | 田中毅                 |
| 2020年4月13日 | 2020年5月29日 | 佐藤義朗               | 田中毅                 | 佐藤義朗               | 田中毅                 | 佐藤義朗               |
| 2020年6月1日  | 2020年8月28日 | 田中毅                 | 佐藤義朗               | 田中毅                 | 佐藤義朗               | 田中毅                 |
| 2020年8月31日 | 2021年3月26日 | 佐藤義朗               | 田中毅                 | 佐藤義朗               | 田中毅                 | 佐藤義朗               |
| 2021年3月29日 | 2022年4月1日  | 佐藤義朗               | 佐藤義朗               | 佐藤義朗               | 田中毅                 | 田中毅                 |
| 2022年4月4日  | 2022年9月30日 | 山本紘之               | 山本紘之               | 山本紘之               | 田中毅                 | 田中毅                 |
| 2022年10月3日 | 現在          | 山本紘之               | 山本紘之               | 山本紘之               | 平松修造               | 平松修造               |

#### SHOWBIZ
| 期間          | 期間          | 週一              | 週二              | 週三              | 週四              | 週五              |
| ------------- | ------------- | ----------------- | ----------------- | ----------------- | ----------------- | ----------------- |
| 2011年4月1日  | 2011年8月31日 | 曾田茉莉江        | 加藤優里          | 曾田茉莉江        | 加藤優里          | 曾田茉莉江        |
| 2011年9月1日  | 2012年6月29日 | 加藤優里          | 加藤優里          | 德島繪里香        | 德島繪里香        | 德島繪里香        |
| 2012年7月2日  | 2013年3月29日 | 加藤優里          | 加藤優里          | 久野靜香          | 久野靜香          | 久野靜香          |
| 2013年4月1日  | 2013年6月14日 | 加藤優里          | 加藤優里          | 曾田茉莉江        | 曾田茉莉江        | 曾田茉莉江        |
| 2013年6月17日 | 2014年3月28日 | 加藤優里          | 加藤優里          | 中島芽生          | 中島芽生          | 中島芽生          |
| 2014年3月31日 | 2016年3月25日 | 郡司恭子          | 郡司恭子          | 郡司恭子          | 郡司恭子          | 郡司恭子          |
| 2016年3月28日 | 2017年9月29日 | 郡司恭子 尾崎里紗 | 郡司恭子 尾崎里紗 | 郡司恭子 尾崎里紗 | 郡司恭子 尾崎里紗 | 郡司恭子 尾崎里紗 |
| 2017年10月2日 | 2018年9月28日 | 尾崎里紗 後呂有紗 | 尾崎里紗 後呂有紗 | 尾崎里紗 後呂有紗 | 尾崎里紗 後呂有紗 | 尾崎里紗 後呂有紗 |
| 2018年10月1日 | 2019年9月27日 | 後呂有紗          | 後呂有紗          | 後呂有紗          | 後呂有紗          | 後呂有紗          |
| 2019年9月30日 | 2020年4月10日 | 後呂有紗          | 後呂有紗          | 後呂有紗          | 杉原凜            | 杉原凜            |
| 2020年4月13日 | 2020年9月25日 | 後呂有紗          | 杉原凜            | 後呂有紗          | 杉原凜            | 後呂有紗          |
| 2020年9月28日 | 2021年3月26日 | 石川南            | 忽滑谷心          | 石川南            | 忽滑谷心          | 石川南            |
| 2021年3月29日 | 2022年9月30日 | 石川南            | 石川南            | 石川南            | 忽滑谷心          | 忽滑谷心          |
| 2022年10月3日 | 現在          | 石川南            | 石川南            | 石川南            | 林田美學          | 林田美學          |

#### 外場主播
| 期間          | 期間          | 週一              | 週二     | 週三       | 週四            | 週五            |
| ------------- | ------------- | ----------------- | -------- | ---------- | --------------- | --------------- |
| 2011年4月1日  | 2013年3月29日 | （不在）          | （不在） | （不在）   | （不在）        | （不在）        |
| 2013年4月1日  | 2013年6月14日 | 久野靜香          | 安藤翔   | 安藤翔     | 久野靜香        | 久野靜香        |
| 2013年6月17日 | 2014年3月28日 | 郡司恭子          | 安藤翔   | 川畑一志   | 郡司恭子        | 安藤翔          |
| 2014年3月31日 | 2014年9月26日 | 安藤翔            | 安藤翔   | 安村直樹   | 川畑一志        | 川畑一志        |
| 2014年9月29日 | 2014年10月3日 | 川畑一志          | 川畑一志 | 川畑一志   | （不在）        | （不在）        |
| 2014年10月6日 | 2015年8月28日 | 山本健太          | 山本健太 | 安藤翔     | 山崎誠          | 山崎誠          |
| 2015年8月31日 | 2016年3月25日 | 山本健太          | 山本健太 | 尾崎里紗   | 山崎誠          | 平松修造        |
| 2016年3月28日 | 2016年9月30日 | 平松修造          | 平松修造 | 山本健太   | 山﨑誠          | 山﨑誠          |
| 2016年10月3日 | 2017年3月31日 | 梅澤廉            | 梅澤廉   | 佐藤真知子 | 平松修造        | 山﨑誠          |
| 2017年4月3日  | 2017年9月29日 | 佐藤真知子        | 梅澤廉   | 梅澤廉     | 平松修造        | 平松修造        |
| 2017年10月2日 | 2018年9月28日 | 佐藤真知子 伊藤遼 | 伊藤遼   | 伊藤遼     | 平松修造 伊藤遼 | 平松修造 伊藤遼 |
| 2018年10月1日 | 2019年3月29日 | 伊藤遼            | 伊藤遼   | 伊藤遼     | 平松修造        | 平松修造        |
| 2019年4月1日  | 2019年9月27日 | 伊藤遼            | 伊藤遼   | 伊藤遼     | 伊藤遼          | 伊藤遼          |
| 2019年9月30日 | 2020年4月10日 | 伊藤遼            | 伊藤遼   | 篠原光     | 篠原光          | 篠原光          |
| 2020年4月13日 | 2020年9月25日 | 篠原光            | 伊藤遼   | 篠原光     | 伊藤遼          | 篠原光          |
| 2020年9月28日 | 2021年3月26日 | 篠原光            | 大町怜央 | 篠原光     | 大町怜央        | 篠原光          |
| 2021年3月29日 | 2021年10月1日 | 大町怜央          | 大町怜央 | 大町怜央   | 北脇太基        | 北脇太基        |
| 2021年10月4日 | 2023年3月31日 | 北脇太基          | 北脇太基 | 北脇太基   | 大町怜央        | 大町怜央        |
| 2023年4月3日  | 2023年9月29日 | 北脇太基          | 北脇太基 | 北脇太基   | 弘龍太郎        | 弘龍太郎        |
| 2023年10月2日 | 2024年3月22日 | 北脇太基          | 北脇太基 | 住岡佑樹   | 弘龍太郎        | 弘龍太郎        |
| 2024年3月25日 | 2024年9月27日 | 住岡佑樹          | 住岡佑樹 | 渡邊結衣   | 弘龍太郎        | 弘龍太郎        |
| 2024年9月30日 | 現在          | 住岡佑樹          | 住岡佑樹 | 水越毅郎   | 渡邉結衣        | 渡邉結衣        |

#### 解説員
| 期間          | 期間          | 週一     | 週二     | 週三     | 週四     | 週五     |
| ------------- | ------------- | -------- | -------- | -------- | -------- | -------- |
| 2011年4月1日  | 2023年3月31日 | （不在） | （不在） | （不在） | （不在） | （不在） |
| 2023年4月3日  | 2024年3月22日 | 森圭介   | 森圭介   | 森圭介   | 森圭介   | 菅谷大介 |
| 2024年3月25日 | 現在          | 安村直樹 | 安村直樹 | 安村直樹 | 安村直樹 | 菅谷大介 |

#### NOW!日本
| 期間           | 期間           | 週一                        | 週二                        | 週三                        | 週四                        | 週五                        |
| -------------- | -------------- | --------------------------- | --------------------------- | --------------------------- | --------------------------- | --------------------------- |
| 2011年4月1日   | 2019年10月31日 | （無此單元）                | （無此單元）                | （無此單元）                | （無此單元）                | （無此單元）                |
| 2019年11月1日  | 2020年3月27日  | 貴島明日香                  | （不在）                    | わたなべ麻衣                | （由NNS加盟台的播報員擔任） | 馬丁                        |
| 2020年3月30日  | 2020年9月25日  | 貴島明日香                  | 花乃瑪麗亞                  | わたなべ麻衣                | （由NNS加盟台的播報員擔任） | 馬丁                        |
| 2020年9月28日  | 2021年3月26日  | 花乃瑪麗亞                  | 花乃瑪麗亞                  | 花乃瑪麗亞                  | 花乃瑪麗亞                  | 花乃瑪麗亞                  |
| 2021年3月29日  | 2022年4月1日   | （由NNS加盟台的播報員擔任） | （由NNS加盟台的播報員擔任） | （由NNS加盟台的播報員擔任） | （由NNS加盟台的播報員擔任） | （由NNS加盟台的播報員擔任） |
| 2022年4月4日   | 2023年3月31日  | （由NNS加盟台的播報員擔任） | 花乃瑪麗亞                  | （由NNS加盟台的播報員擔任） | （由NNS加盟台的播報員擔任） | 間瀬遥花                    |
| 2023年4月3日   | 2024年3月29日  | （由NNS加盟台的播報員擔任） | 花乃瑪麗亞                  | （由NNS加盟台的播報員擔任） | 杉原凜                      | （由NNS加盟台的播報員擔任） |
| 2024年4月1日   | 2024年10月11日 | （由NNS加盟台的播報員擔任） | 淺野杏奈                    | （由NNS加盟台的播報員擔任） | 杉原凜                      | （由NNS加盟台的播報員擔任） |
| 2024年10月14日 | 現在           | （由NNS加盟台的播報員擔任） | 花乃瑪麗亞                  | （由NNS加盟台的播報員擔任） | 杉原凜                      | （由NNS加盟台的播報員擔任） |

#### 特集、單元主持
- 速水茂虎道（演員，節目開播 - 2019年3月29日）
- 有末麻祐子（模特兒）（ - 2012年3月30日）
- 今井梨香（模特兒）（ - 2012年3月30日）
- 下田奈奈（記者）（2012年9月20日 - 2013年3月29日）
- 小野寺結衣（藝人）（ - 2013年3月29日）
- 川本彩（模特兒）（ - 2013年3月29日）
- 黒坂優香子（SILENT SIREN）（ - 2013年3月29日）
- 新部宏美（模特兒）（ - 2013年3月29日）
- 岡田紗佳（模特兒）（ - 2013年3月29日）
- 東美樹（模特兒）（ - 2013年3月29日）
- 江頭由衣（日语：江頭ゆい）（模特兒）（ - 2013年3月29日）
- 森山琉璃（日语：森山るり）（藝人）（ - 2013年9月26日）
- 平有紀子（模特兒）（ - 2014年3月25日）
- 齋藤菜月（藝人）（ - 2014年3月25日）
- 高山璃奈（演員）（ - 2014年3月26日）
- 吉田理紗（模特兒）（ - 2014年3月27日）
- 片山大輔（日语：ダイスケ）（創作歌手）（2011年5月 - 2014年3月28日）
- 阿久津由里惠（日语：阿久津ゆりえ）（模特兒）（ - 2015年3月26日）
- 麻生夏子（演員）（ - 2015年3月27日）
- 堀田茜（模特兒）（ - 2015年3月27日）
- 加藤優里（藝人）（ - 2015年8月24日）
- 安田早紀（演員）（ - 2016年3月21日）
- 梶原麻莉子（當時為藝人）（ - 2016年3月24日）
- 傑米夏樹（日语：ジェイミー夏樹）（演員）（ - 2016年3月25日）
- 清水一希（演員）（ - 2017年3月21日）
- 曽田茉莉江（藝人）（ - 2017年3月29日）
- 濱正悟（演員）（ - 2017年3月29日）
- 賽琳娜安（日语：セレイナ・アン）（創作歌手）（ - 2017年3月31日）
- 井桁弘恵（模特兒）（ - 2018年3月20日）
- 高橋春織（演員）（ - 2018年3月21日）
- 長谷川眞優（當時為演員）（ - 2018年3月23日）
- 小林亮太（演員）（ - 2018年3月27日）
- 杉山賽妮娜（日语：杉山セリナ）（藝人）（ - 2018年3月28日）
- 渡辺早織（藝人）（ - 2018年3月29日）
- 榊原美紅（模特兒）（ - 2018年3月30日）
- 熊原吏佳子（模特兒）（ - 2018年3月30日）
- 吉本恒生（演員）（ - 2018年3月30日）
- 大牟田悠人（日语：大牟田悠人）（記者）（ - 2018年3月30日）
- 小野匠（演員）（2017年4月3日 - 2018年3月29日）
- 渡邊博明（日语：渡邊ヒロアキ）（歌手）（ - 2018年9月28日）
- 原田曜平（評論員）（ - 2018年9月28日）
- 平田雄也（演員）（ - 2019年3月25日）
- 高嶋望和子（藝人）（ - 2019年3月25日）
- 石山蓮華（文學家）（ - 2019年3月26日）
- 熊谷江里子（演員）（ - 2019年3月27日）
- 團遥香（演員）（ - 2020年3月26日）
- 山本萩子（主播）（ - 2020年3月30日）
- 伊藤健太郎（演員）（ - 2020年10月）
- 本田響矢（演員）（ - 2021年3月23日）
- 持田光（日语：餅田コシヒカリ）（搞笑藝人）（2020年3月30日 - 2021年3月24日）
- 北原帆夏（演員）（2019年4月 - 2022年3月23日）
- 山下耀子（藝人）（2018年4月 - 2022年3月25日）
- 阿部亮平（Snow Man）（2019年4月 - 2022年3月28日）
- 米倉玲亞（日语：米倉れいあ） （821）（2020年2月3日 - 2022年3月29日） - 2023年1月 - 3月於晨間劇「爸爸與小奈的便當」飾演高中生。
- 喜多乃愛（演員）（2019年4月 - 2022年3月29日）
- Eight Bridges（日语：エイトブリッジ）（別府朋彥（日语：エイトブリッジ）、篠栗隆志（日语：エイトブリッジ））（2020年4月 - 2022年3月31日）
- 土屋神葉（配音員）（2020年3月 - 2022年3月31日）※負責「東京奧運、帕運」新聞單元內的開場白。
- 東城茉里（模特兒）（2019年3月 - 2022年4月1日）
- 三浦優奈（藝人）（2020年8月 - 2022年）
- 間瀬遥花（模特兒）（2022年4月 - 2023年3月31日）
- 曽野舜太 （M!LK）（2022年4月4日 - 2023年3月31日）
- 星星（熊貓的吉祥物）（2020年2月3日 - 2023年3月31日）
- 橋本陽（日语：フォーリンデブはっしー）（藝人）（2020年4月 - 2023年3月）
- 小西詠斗（藝人）（2020年4月 - 2024年3月）

### 固定來賓（單元出場）
※並非ZIP!Family一員但作為固定來賓出場。
- King & Prince（偶像團體、2018年4月9日 - 2022年3月28日）

## 主題曲
- 山下達郎「MY MORNING PRAYER（日语：Ray Of Hope）」（2011年4月1日 - 2020年3月27日）

- Mr.Children「The song of praise」（2020年3月30日 - 2023年3月31日）

- 樂曲（作曲者不明、2023年4月3日 - 2024年6月28日）

- Milet 「Anytime Anywhere」（2024年1月5日 - 26日，由她擔任每日名人的週五，一部分氣象單元會播放此音樂作為背景音樂）
- 東京天空天堂樂團（日语：東京スカパラダイスオーケストラ） feat. imase&習志野高校（日语：習志野市立習志野高等学校）管樂社「一日花」（2024年7月1日 - 現在）
  - 參與節目的所有播音員皆參與了歌曲錄製。

## 備註

## 外部連結
- ZIP! - 節目官方網站
- ZIP! 【公式】的X（前Twitter）
- ZIP!取材班的X（前Twitter）
- ZIP!的Facebook專頁
- ZIP!的Instagram帳戶
- キテルネ!的Instagram帳戶
- YouTube上的日電視台「ZIP!」官方頻道頻道
- Template:LINE公式アカウント

| 日本電視台 平日晨間資訊節目時段                                     | 日本電視台 平日晨間資訊節目時段 | 日本電視台 平日晨間資訊節目時段                            |
| ------------------------------------------------------------------- | ------------------------------- | ---------------------------------------------------------- |
|                                                                     | ZIP!                            |                                                            |
| Zoom In!!SUPER （2001年10月1日 - 2011年3月31日）                    | —                               |                                                            |
| 日本電視台 平日5:50 - 6:30                                          |                                 |                                                            |
| —                                                                   | 第2季                           | —                                                          |
| 日本電視台 平日6:30 - 8:00                                          |                                 |                                                            |
| Zoom In!!SUPER 第2部 ※6:30 - 8:00 （2001年10月1日 - 2011年3月31日） | 第3季                           | —                                                          |
| 日本電視台 平日8:00 - 9:00                                          |                                 |                                                            |
| 清爽 ※8:00 - 10:25 （2006年4月3日 - 2023年3月31日）                 | 第4季                           | —                                                          |
| 日本電視台 24小時電視台 早晨時段                                    |                                 |                                                            |
| 復活Zoom In!! （2017年 - 2019年）                                   | 第5季                           | 日本電視台播報員大集合! 24小時電視台的News Show （2022年） |